# Saint-Quentin-Fallavier
Saint-Quentin-Fallavier település Franciaországban, Isère megyében. Lakosainak száma 6182 fő (2022. január 1.). Saint-Quentin-Fallavier Bonnefamille, Chamagnieu, Frontonas, Grenay, Heyrieux, Satolas-et-Bonce, La Verpillière és Villefontaine községekkel határos.

## Népesség
A település népessége az elmúlt években az alábbi módon változott:
| Lakosok száma | 1860 | 4484 | 4977 | 6111 | 5916 | 6047 | 6103 | 6020 | 6076 | 6182 |
|               | 1968 | 1982 | 1990 | 2006 | 2013 | 2015 | 2017 | 2019 | 2020 | 2022 |